# Semondans
Semondans település Franciaországban, Doubs megyében. Lakosainak száma 306 fő (2022. január 1.). Semondans Aibre, Échenans, Désandans és Raynans községekkel határos.

## Népesség
A település népessége az elmúlt években az alábbi módon változott:
| Lakosok száma | 128  | 230  | 233  | 302  | 303  | 298  | 302  | 307  | 309  | 306  |
|               | 1968 | 1982 | 1990 | 2006 | 2013 | 2015 | 2017 | 2019 | 2020 | 2022 |